# Ivo Vašíček
Ivo Vašíček (* 5. prosince 1961 Olomouc) je český politik a manažer, v letech 2010 až 2017 (s krátkými přestávkami) místopředseda České pirátské strany, v letech 2016 až 2024 zastupitel Jihomoravského kraje.

## Život
Po absolvování radioelektroniky na tehdejší SPŠ elektrotechnické v Brně v letech 1977 až 1981 vystudoval učitelství fyziky a základů techniky na Pedagogické fakultě tehdejší Univerzity Jana Evangelisty Purkyně v Brně v letech 1981 až 1986. Vzdělání si v roce 1988 rozšířil složením rigorózní zkoušky a získal titul PaedDr..
Učil na základních i vysokých školách, zastával různé manažerské pozice od prodejce po obchodního a výkonného ředitele. Působil či působí v několika firmách jako GM+, WAX či GiTy. Od roku 1997 pracuje ve společnosti XEOS, jenž se soustředí na manažerské poradenství, kde je nyní jednatelem a ředitelem.
Angažuje se jako čestný prezident Českého institutu manažerů informační bezpečnosti.
Ivo Vašíček je ženatý a má čtyři děti. Společně s rodinou žije v Čejkovicích na Hodonínsku.

## Politické působení
Na přelomu let 1989 a 1990 byl krátce politicky aktivní v Občanském fóru.
Do politiky se vrátil až v roce 2010, kdy se stal členem České pirátské strany a na konci srpna 2010 byl na celostátním fóru strany v Brně zvolen jejím 3. místopředsedou (ve funkci byl do srpna 2012). V září 2013 se pak stal 4. místopředsedou Pirátů, funkci zastával do ledna 2014. Je navrhovatelem ekonomických bodů programu strany.
Do regionální politiky se pokoušel vstoupit, když v krajských volbách v roce 2012 kandidoval za Piráty do Zastupitelstva Jihomoravského kraje, ale nedostal se do něj.
Ve volbách do Poslanecké sněmovny PČR v roce 2010 kandidoval za Piráty jako lídr ve Středočeském kraji, ale neuspěl. Stejně tak neuspěl ani o tři roky později ve volbách do Poslanecké sněmovny PČR v roce 2013, kdy opět kandidoval za Piráty, tentokrát jako lídr v Jihomoravském kraji. Strana se totiž ani jednou do sněmovny nedostala.
Zúčastnil se rovněž doplňovacích voleb do Senátu PČR v roce 2011, kdy kandidoval za Piráty v obvodu č. 30 – Kladno. Se ziskem 0,75 % hlasů však skončil na osmém předposledním místě.
Dne 2. srpna 2014 byl zvolen na celostátním fóru Pirátů v Praze 3. místopředsedou strany. Ve vedení se udržel i po dalším celostátním fóru, na němž byl dne 2. dubna 2016 zvolen v Olomouci 4. místopředsedou strany, 3. dubna 2017 byl ale ve vnitrostranickém referendu odvolán.
V krajských volbách v roce 2016 byl z pozice člena Pirátů zvolen na společné kandidátce SZ a Pirátů zastupitelem Jihomoravského kraje. Ve volbách v roce 2020 mandát krajského zastupitele obhájil.
Ve volbách do Senátu PČR v roce 2022 kandidoval za Piráty v obvodu č. 79 – Hodonín. Do druhého kola volby však nepostoupil, když se se ziskem 3,43 % hlasů umístil na posledním, sedmém místě.
V pirátských primárních volbách do Zastupitelstva Jihomoravského kraje pro krajské volby v roce 2024 byl zvolen na 7. místo kandidátky, ze které byl následně odvolán. Ve volbách tak nakonec vůbec nekandidoval.
Dne 2. března 2025 ukončil členství v Pirátské straně.

## Kontroverze
V březnu 2017 zveřejnil na svém facebookovém profilu komentář přirovnávající současné Německo k Třetí říší a také fotografii Adolfa Hitlera. Reakcí byla úspěšná snaha o jeho odvolání z funkce místopředsedy České pirátské strany. On sám se obhajoval, že šlo o nadsázku a snahu připomenout výročí začátku okupace Čech, Moravy a Slezska nacistickým Německem (15. března 1939). V následně iniciovaném vnitrostranickém referendu byl za své vystupování v médiích odvolán z pozice místopředsedy.